# Ренела
Ренела (англ. Ranelagh; ирл. Raghnallach) — городской район Дублина в Ирландии, находится в административном графстве Дублин (провинция Ленстер).

## История
В 1785, всего после два года после первого полёта, Ричард Кросби успешно пролетел из Ренелы в Клонтарф на монгольфьере. 23 января 2010 года, в честь 225й годовщины этого полёта был совершён аналогичный перелёт.
Местная железнодорожная станция была открыта 16 июля 1896 года и закрыта 1 января 1959 года.